# Balkanstreitkräfte
A Balkanstreitkräfte ( vagy Balkán Fegyveres Erők), más néven Balkán Hadsereg  volt az a haderő, amelyet Ausztria-Magyarország az első világháború kezdetén, 1914 augusztusában Szerbia elleni offenzívához állított fel.
Három sikertelen szerbiai invázió után a Balkanstreitkräfte döntő vereséget szenvedett a balkáni királyság hadseregétől, ami látványos megaláztatás volt a Habsburg monarchiában, aminek következtében 1914. december 27-én lemondott a balkáni hadsereg parancsnoka, Oskar Potiorek tábornok. A Balkanstreitkräftét 1915 májusában hivatalosan feloszlatták, a megmaradt 5. hadsereget Eugen főherceg újjászervezte, és áthelyezték az olasz frontra .

## Kialakítás és megszervezés
A Balkán Hadsereg 1914. július 25-én alakult meg, miután a vezérkari főnök, Franz Conrad von Hötzendorf mozgósítási parancsot adott ki az ötödik és hatodik hadseregből álló haderőknek, amelyeket a Szerbia és Montenegró elleni hadműveletekre szánták. A tartalékos haderőt Második Hadseregnek nevezték el, és kész volt a bevetésre Szerbia ellen a többi hadsereg megsegítésére, de szükség esetén az oroszok ellen is Galíciában. Az osztrák-magyar hadsereg tizenhat hadtestéből összesen hetet Szerbia megtámadására szántak. 1914. július 28-án Ausztria–Magyarország hivatalosan hadat üzent Szerbiának, Conrad azonnal utasítást adott a 2., az 5. és a 6. hadseregnek, hogy vonuljanak délre , huszonhat hadosztályra növelve az erőt, miután parancsot adott a III. hadtestnek, hogy csatlakozzanak a támadáshoz. A Szerbia ellen küldött erők ekkor az osztrák-magyar hadsereg erejének felét képviselték.
1914. augusztus 7-én a Balkanstreitkräftét az osztrák-magyar vezérkar főnöke, Franz Conrad von Hötzendorf Bosznia-Hercegovina katonai kormányzója, Oskar Potiorek parancsnoksága alá helyezte. A balkáni erők legfelsőbb parancsnoksága mellett Potiorek a 6. hadsereget is irányította.
A balkáni frontra rendelt négy B-Staffel és a Minimalgruppe Balkan három hadteste, összesen mintegy 19 gyalogos hadosztály volt:
2. hadsereg, Eduard von Böhm-Ermolli parancsnoksága alatt
- IV ( Budapest ),
- VII ( Temesvár )
- IX ( Leitmeritz )

5. hadsereg, Liborius von Frank parancsnoksága alatt
- VIII ( Prága )
- XIII ( Zágráb )

6. hadsereg, Oskar Potiorek parancsnoksága alatt
- XV ( Szarajevó )
- XVI ( Ragusa )

### A Szerbia elleni hadjárat
A hadjárat kezdetén, 1914 augusztusában a Balkanstreitkräfte hadműveleti hadereje összesen 319 gyalogzászlóaljból, hatvan lovasszázadból, 744 ágyúból, 48 repülőgépből és 486 hadműveleti 20-250 géppuskából állt.
A haditerv szerint az 5. és 6. hadsereget nyugatról támadták meg, miközben a Szerbia északnyugati sarkaiból behatoló 2. hadsereg hadosztályai csatlakoznak a Szerbiában állomásozó erőkhöz, és gyors, döntő csatában zárják le az inváziót. Július 28-án megkezdődött Belgrád bombázása, majd augusztus 12-én az első invázió. Augusztus 18-án a 2. hadsereget átcsoportosították, hogy csatlakozzanak a galíciai csatához, és harcoljanak az orosz hadsereggel, míg az 5. hadsereg a hegyi háborúra felkészületlenül küzdött a Drina folyó áthidalásáért és a 6. hadsereggel való kapcsolattartásért. Ezzel szemben a szerb hadsereg egyértelműen felkészült volt, ügyesen bevonta a Habsburg-erőket Szerbia mélyére és ott mindegyik hadsereget egyesével legyőzte (Az 5. hadsereget az augusztus 20-i  ceri csatában). A nyár vége előtt a Balkanstreitkräfte összes egységét visszavonták Szerbiából, ami az első világháború első antant-oldali győzelmét jelentette. Szeptember 8-án Potiorek egy második inváziót indított Belgrádot fenyegetve, azonban a drinai csatában az 5. hadsereget visszaszorították Boszniába, míg a 6. hadsereg szintén visszavonulásra kényszerült szeptember 25-én, hogy elkerülje a szerb és montenegrói erők általi bekerítést.
Október 24-től kezdődően a valjevói offenzíva némi sikert aratott, lehetővé téve, hogy a Balkán Hadsereg mélyen elérje Szerbia északi részét. November elején az osztrák-magyarok tüzérségi fölényüket kihasználva visszavonulásra kényszerítették a szerbeket. December 2-án az ötödik hadseregnek sikerült elfoglalnia Belgrádot, néhány nappal később a kolubarai csatában a szerbek látványos ellentámadása arra kényszerítette az osztrák-magyar hatodik hadsereget, hogy teljes zűrzavarban vonuljon vissza Szirmiába . A szerbek ezután az ötödik hadsereg ellen fordították erejüket, amely a szerb támadás hatására visszaszorult Nyugat-Bánságba. A teljes megsemmisülést elkerülni akaró Balkanstreitkräfte kénytelen volt kiüríteni Szerbiát, ismét elhagyva Belgrádot, amelyet december 15-én a szerbek visszafoglaltak.

## Feloszlatás
1914 decemberének végére a Balkanstreitkräfte veszteségei elérték a 274 000 főt. Csaknem 30 000 katona meghalt, több mint 122 000 megsebesült, 75 000 fő eltűnt vagy fogságba esett. A veszteségek olyan súlyosak voltak, hogy a 6. hadsereget feloszlatták, maradványait pedig az 5. hadseregbe vonták be. 1914. december 17-én Oskar Potiorek tábornokot felmentették a parancsnokság alól. Jenő főherceg, lovassági tábornok vette át az 5. hadsereg maradékának parancsnokságát. 1915. május 27-én a csapattestet áthelyezték az isonzói frontra.

## A hadsereg parancsnokai

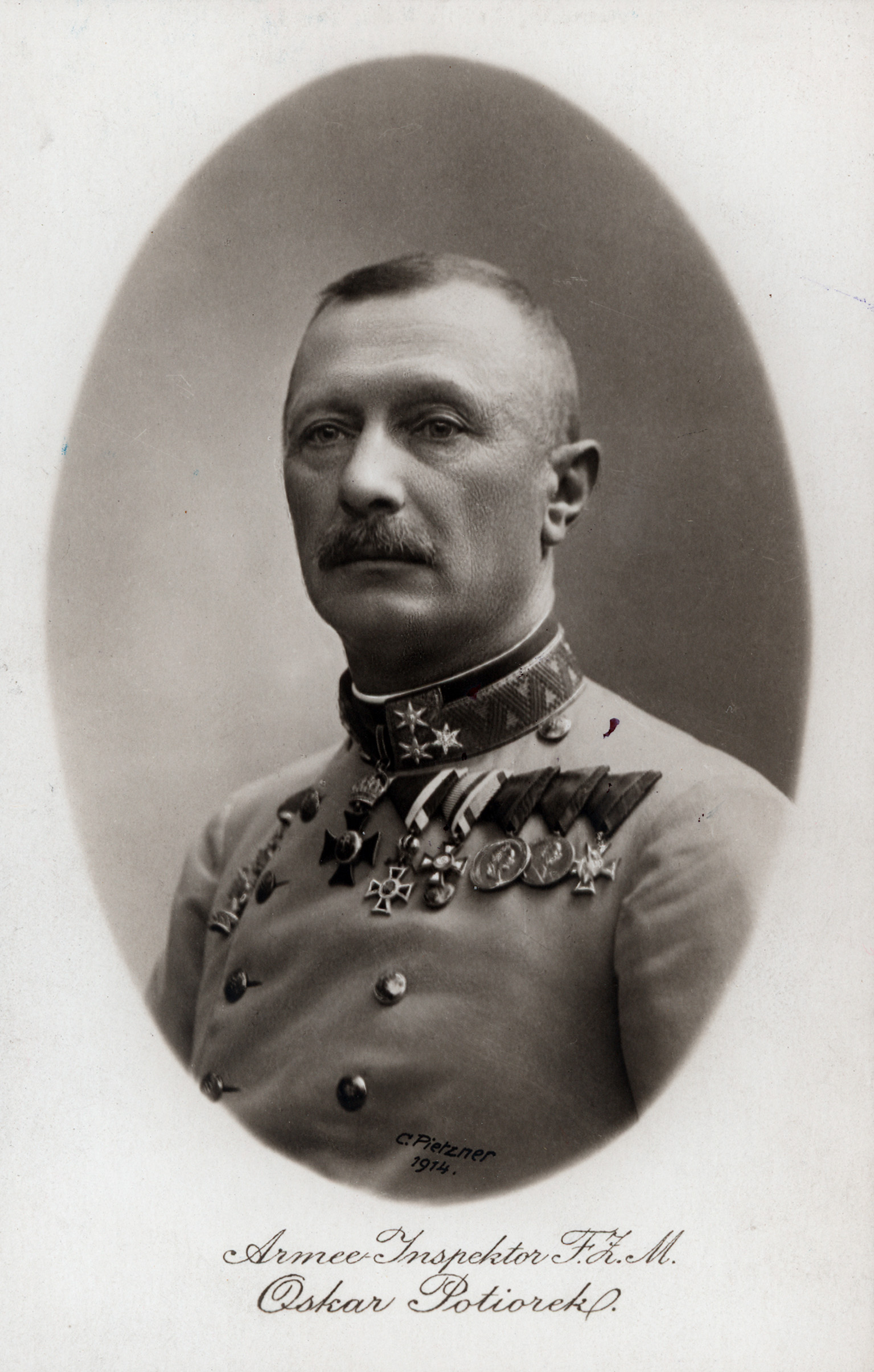
Oskar Potiorek tábornagy, a hatodik hadsereg parancsnoka
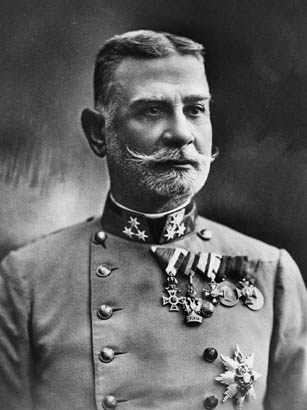
Liborius von Frank tábornok, az ötödik hadsereg főparancsnoka
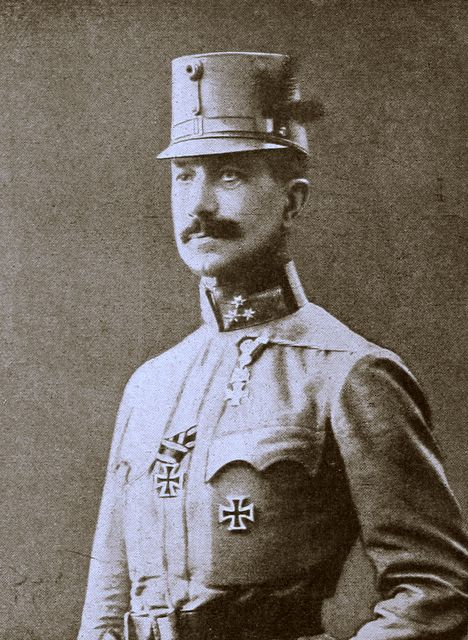
Eduard von Böhm-Ermolli tábornok, a második hadsereg főparancsnoka

## Fordítás
Ez a szócikk részben vagy egészben  a   Balkanstreitkräfte című angol Wikipédia-szócikk fordításán alapul.  Az eredeti cikk szerkesztőit annak laptörténete sorolja fel. Ez a jelzés csupán a megfogalmazás eredetét és a szerzői jogokat jelzi, nem szolgál a cikkben szereplő információk forrásmegjelöléseként.